# Charlotte Albrecht (Schauspielerin, 1981)
Charlotte Albrecht (* 1981 in Berlin) ist eine deutsche Schauspielerin.

## Leben
Albrecht absolvierte eine Schauspielausbildung am Theaterstudio Friedrichstraße in Berlin von 2003 bis 2005. Sie war in Theaterstücken, Werbefilmen und Musikvideos zu sehen und ist als Hörspiel- sowie Synchronsprecherin tätig.

## Filmografie (Auswahl)
- 2007: Mitte 30 (Regie: Stefan Krohmer)
- 2010: Hinter dem Vorhang (Kurzfilm; Regie: Hendrik Maximilian Schmitt)
- 2011: Ankommen (TV: Kurzfilm; Regie: Christian Wittmoser)
- 2011: Frontalwatte (Regie: Jakob Lass)
- 2011: warisover (Kurzfilm; Regie: Carlos A. Morelli)
- 2012: Alles Klara: Hitverdächtig (Regie: Jakob Schäuffelen)
- 2012: Alles Klara: Der Tod steht ihr besser (Regie: Jakob Schäuffelen)
- 2012: Heiter bis tödlich: Akte Ex: Ommm (Regie: Jorgo Papavassiliou)
- 2012: Nich mit Dieter! (Kurzfilm), Regie: Christian Heinbockel[3]
- 2013: George (Fernsehfilm; Regie: Joachim A. Lang)
- 2013: Heimatstern (Regie: Robert Bittner)
- 2013: Doc meets Dorf (durchgehende Rolle als Connie; Regie: Franziska Meyer Price)
- 2017: Lass uns von Liebe sprechen (Kurzfilm), Regie: Christian Heinbockel[4]

## Auszeichnungen
- 2010: „Beste Schauspielerin“ beim Cellu l’art Kurzfilmfest für Hinter dem Vorhang